# クルムシ (ジョチ・ウルス)
ジョチ・ウルスのクルムシ（タタール語: Күремша）は、チンギス・カンの曾孫、ジョチの孫、オルダの子（確認できる子のうちでは三男）にあたる人物である。クレムサ（ロシア語: Куремса）、クルミシ（ロシア語: Курумиши)と表記される事もある。
1252年から1254年にかけて、ガーリチ・ヴォルィーニ公国領のポニジエ、ヴォルィーニ南部への遠征(ru)を行った。しかし同公国との戦いに敗れ、1258年にテムニク（万人長）から更迭された。後任にはブルンダイ(ru)があたった。